# Josep Carratalà
Josep Manuel de Carratalà Martínez (Alacant, 1781 — Madrid, 13 de desembre de 1855) fou un militar valencià.
Va iniciar els estudis de dret a la Universitat d'Alcalà d'Henares, però els va abandonar per lluitar en la guerra del Francès, sent el principal responsable d'organitzar la resistència a Alacant, i després de participar en diversos combats, entre ells a la batalla de Tudela, en la que fou ferit, i el setge de Saragossa, en què fou capturat, tot i que se n'escapà i participà en la batalla d'Alcanyís, refugiant-se a Cadis després de la invasió francesa d'Andalusia; posteriorment, va lluitar a les ordres de Lord Wellington, participant en l'intent d'alliberar el setge de Girona en 1809 i Tortosa en 1810, on fou ferit i dut a Saragossa, d'on escapà de nou, lluitant finalment en la batalla de Vitòria, acabant la guerra com a coronel.
En febrer de 1815 va unir a l'expedició de Pablo Morillo a Illa Margarita i Colòmbia i Veneçuela, i un cop reconquerides per als realistes, es va sumar a l'exèrcit de Joaquín de la Pezuela, virrei del Perú, enfrontant-se a ordres del general José de la Serna e Hinojosa en 1817 contra les tropes de Martín Güemes a les províncies de Salta i Jujuy, ocupant la ciutat de Jujuy unes setmanes, durant el qual es va comprometre amb Ana de Gorostiaga y Rioja, una rica dama de Salta, amb qui es va casar l'any següent.
Va ser cap de l'estat major del general José Canterac en l'Alt Perú, però va ascendir fins a ser el seu superior, com a mariscal i governador de Potosí. Va recolzar les expedicions del general Pedro Antonio Olañeta a Salta i Jujuy de 1820 a 1822. Pertanyia, com Olañeta, al grup absolutista de l'oficialitat del Perú, però no va participar en la revolta d'Olañeta contra el virrei José de la Serna.
Durant el començament de la campanya de José de San Martín al Perú, va ser destinat al centre del Perú. Després d'ordenar la completa destrucció de la vila de Cangallo, prop d'Huamanga, va enfrontar la campanya d'Álvarez de Arenales a la Serra. Posteriorment, va ser comandant militar d'Huamanga i després d'Ica.
Va lluitar en la batalla d'Ayacucho, sent capturat, i redactà les bases de la capitulació. Recuperada la seva llibertat, va tornar a Espanya. Ascendit a general, en 1828 fou nomenat governador militar de Girona, i posteriorment de Tarragona, capità general d'Extremadura, València; en 1835 va lluitar contra els carlins a l'acció de Maials, Múrcia i Castella la Nova, i fou nomenat ministre de la Guerra i Marina el 1837.Durant la dècada de 1840, va ser senador a les Corts, representant a la província de Sevilla. Va morir a Madrid el desembre de 1855.